# 빌리 리
빌리 리(Billy Lee, 1929년 3월 12일 ~ 1989년 11월 17일)는 미국의 배우, 영화배우이다.
인디애나주에서 태어났으며 보몬트 (캘리포니아주)에서 사망하였다.

## 영화
- 닌자의 도전 (1986년)
- 홀드 백 더 돈 (1941년)
- 리럭턴트 드래곤 (1941년)
- 비스킷 이터 (1940년)
- 빅 브로드캐스트 오브 1937 (1936년)